# Męcina z Konina
Męcina z Konina – polski szlachcic herbu Rawicz. 
Prawnuk Prędoty z Michowa, kasztelana sandomierskiego i krakowskiego, wnuk chorążego sandomierskiego Krystyna z Ostrowa. Ojciec jego, Prędota z Konina, był pasowanym rycerzem ale funkcji państwowych nie sprawował. 
Męcina z Konina w latach 1394–1400 był burgrabią zamku niższego we Lwowie. Odziedziczył po ojcu kilkanaście wsi i części wsi, wśród nich Witowską Wolę. Był inicjatorem wystawienia w tej wsi kościoła i erygowania parafii.